# Julianne Moore
Julianne Moore (Fayettevill, Sjeverna Karolina, 3. prosinca 1960.) je američka glumica.

## Životopis
Nakon svršetka studija na sveučilištu u Bostonu, započela je s glumačkom karijerom glumeći u sapunicama. Zajedno s obitelji često se selila zbog očeve karijere vojnog suca. Živjela je u Južnoj Americi, Njemačkoj, Parizu, Aljaski i raznim drugim mjestima. Julianne je uzela očevo srednje ime Moore kao prezime.
Od 1985. do 1988., je bila poznata po svojoj ulozi Franny Hughes u As the World Turns. 1988.-e je dobila nagradu Emmy za svoju ulogu blizanki koje je povremeno morala tumačiti u istom serijalu.
Nakon brojnih televizijskih pojavljivanja i prve uloge u filmu 'Tales from the Darkside: The Movie' (1990.), Moore je privukla pažnju ulogom u trileru iz 1992. 'The Hand That Rocks the Cradle'. Nakon uloga u osrednjim filmovima poput 'Assassins' (1995.) i 'Nine Months' (1995.) pojavila se u dva hvaljena filma 'Život s Picassom' (1996.) uz Anthony Hopkinsa i 'Izgubljeni svijet: Jurski park' (1997.) redatelja Stevena Spielberga. Za ulogu majčinski raspoložene porno zvijezde i kokainske ovisnice u PT Andersenovom hvaljenom Kralju pornića nominirana je za Oscara u kategoriji sporedne glumice. Nakon 'Kralja pornića' blistala je u komediji braće Coen Veliki Lebowski (1998) uz Jeff Bridgesa i vrlo diskutabilnom remakeu 'Psiha' redatelja Gus Van Santa. 
1999. je bila godina od izuzetne važnosti za Julianne Moore. Pojavila se 5 važnih flmova i dobila još jednu oskarovsku nominaciju za ulogu u filmskoj adaptaciji Graham Greenovog romana 'The End of Affair' redatelja Neila Jordana. Godine 2000. uskočila je u ulogu Jodie Foster iz filma 'Kad jaganjci utihnu' (1991.), tj. agentice Clarice Starling, u nastavku filma s Anthony Hopkinsom u ulozi krvoločnog Hannibala Lectera.
Ponovnom suradnjom s redateljem Todd Haynesom na filmu 'Daleko od raja' (2002.), ponovo je pobrala pohvale kritike i nominaciju za Oscar u kategoriji glavne glumice. Ulogom u Daldryjevoj adaptaciji romana 'Sati' (2002.), s Nicole Kidman i Meryl Streep, dobila je još jednu oscarovsku nominaciju, ovaj put u kategoriji sporedne glumice.
Moore je od 1984. do 1995. bila udata za glumca John Gould Rubina. Sina Caleba i kćer Liv ima iz veze sa scenaristom i redateljem Bartom Freundlichom kojeg je srela na snimanju filma 'The Myth of Fingerprints' 1997. Glumica, zajedno s porodicom, živi u New Yorku.

## Filmografija
| Godina | Naslov filma                       | Uloga                  | Bilješka                                        |
| ------ | ---------------------------------- | ---------------------- | ----------------------------------------------- |
| 1982.  | Timerider                          | Technician             |                                                 |
| 1988.  | Klaonica II                        | Julie                  |                                                 |
| 1990.  | Tales from the Darkside: The Movie | Susan                  |                                                 |
| 1990.  | An Adult Comedy                    | Glavna uloga           |                                                 |
| 1992.  | Ruka koja njiše koljevku           | Marlene Craven         |                                                 |
| 1992.  | Pištolj u ženskoj torbici          | Elinor                 |                                                 |
| 1993.  | Njezino tijelo je dokaz            | Sharon Dulaney         |                                                 |
| 1993.  | Benny & Joon                       | Ruthie                 |                                                 |
| 1993.  | Bjegunac                           | Dr. Anne Eastman       |                                                 |
| 1993.  | Kratki rezovi                      | Marian Wyman           |                                                 |
| 1994.  | Ujak Vanja u New Yorku             | Yelena                 |                                                 |
| 1995.  | Cimeri                             | Beth Holzcek           |                                                 |
| 1995.  | Safe                               | Carol White            |                                                 |
| 1995.  | Devet mjeseci                      | Rebecca Taylor         |                                                 |
| 1995.  | Ubojice                            | Electra                |                                                 |
| 1996.  | Život s Picassom                   | Dora Maar              |                                                 |
| 1997.  | Jurski park: Izgubljeni svijet     | Dr. Sarah Harding      |                                                 |
| 1997.  | Otisci prstiju                     | Mia                    |                                                 |
| 1997.  | Kralj pornića                      | Amber Waves            | Nominacija za Oskara: najbolja sporedna glumica |
| 1998.  | Veliki Lebowski                    | Maude Lebowski         |                                                 |
| 1998.  | Hellcab                            | Distraught Woman       |                                                 |
| 1998.  | Psiho                              | Lila Crane             |                                                 |
| 1999.  | Kolačići sreće                     | Cora Duvall            |                                                 |
| 1999.  | An Ideal Husband                   | Mrs. Laura Cheveley    |                                                 |
| 1999.  | A Map of the World                 | Theresa Collins        |                                                 |
| 1999.  | Kraj ljubavne priče                | Sarah Miles            | Nominacija za Oskara: najbolja glumica          |
| 1999.  | Magnolija                          | Linda Partridge        |                                                 |
| 2000.  | Ženskar                            | Audrey                 |                                                 |
| 2000.  | Not I                              | Mouth                  |                                                 |
| 2001.  | Hannibal                           | Agent Clarice Starling |                                                 |
| 2001.  | Evolucija                          | Dr. Allison Reed       |                                                 |
| 2001.  | Vijesti iz dubine                  | Wavey Prowse           |                                                 |
| 2001.  | Svjetski putnik                    | Dulcie                 |                                                 |
| 2002.  | Daleko od raja                     | Cathy Whitaker         | Nominacija za Oskara: najbolja glumica          |
| 2002.  | Sati                               | Laura Brown            | Nominacija za Oskara: najbolja sporedna glumica |
| 2004.  | Marie i Bruce                      | Marie                  |                                                 |
| 2004.  | Zakon privlačenja                  | Audrey Woods           |                                                 |
| 2004.  | Zaboravljeni                       | Telly Paretta          |                                                 |
| 2005.  | The Prize Winner of Defiance, Ohio | Evelyn Ryan            |                                                 |
| 2006.  | Freedomland                        | Brenda Martin          |                                                 |
| 2006.  | Ljubav u velikom gradu             | Rebecca                |                                                 |
| 2006.  | Djeca čovječanstva                 | Julian                 |                                                 |
| 2007.  | Next                               | Callie Ferris          |                                                 |
| 2007.  | Nema me                            | Alice                  |                                                 |
| 2007.  | Okrutna milost                     | Barbara Daly Baekeland |                                                 |
| 2008.  | Sljepoća                           |                        |                                                 |
| 2008.  | Boone's Lick                       | Mary Margaret          |                                                 |
| 2008.  | Hateship, Friendship, Courtship    |                        |                                                 |
| 2009.  | Privatni životi Pippe Lee          |                        |                                                 |

## Vanjske poveznice
- Julianne Moore u internetskoj bazi filmova IMDb-u (engl.)